# Lamorna

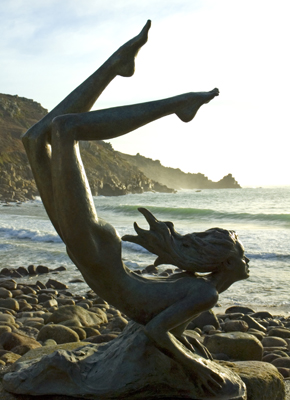
Scultura a Lamorna (opera di Colin Caffell)

Lamorna (in lingua cornica: Nansmornow) è un villaggio di pescatori sulla Manica della costa sud-occidentale della Cornovaglia (Inghilterra sud-occidentale), facente parte della parrocchia civile di St Buryan (distretto di Penwith).
La località è legata, insieme a Newlyn, ad alcuni esponenti della cosiddetta "Scuola di Newlyn".

## Etimologia
Il toponimo in lingua cornica Nansmornow significa "Valle di/del Mornow", ma non è noto se il termine Mornow faccia riferimento ad un proprietario terriero della zona oppure ad un fiume.

## Geografia fisica

### Collocazione
Lamorna si trova tra Porthcurno e Mousehole (rispettivamente a nord-est della prima e a sud/sud-ovest della seconda), a circa 8 km a sud del centro di Penzance

## Luoghi ed edifici d'interesse

### Millennium Garden
|  |

### Lamorna Mill
A Lamorna si trova il Lamorna Mill (chiamato anche Kemyell Mill o Bossava Mill), un mulino ad acqua in funzione dagli inizi del XIV secolo sino al 1919.

### The Merry Maidens
Nelle vicinanze di Lamorna e del limitrofo villaggio di Trewoofe, si trova un cerchio di pietre noto come "The Merry Maidens". Del diametro di quasi 24 metri, è uno dei cerchi di pietra meglio conservati della Gran Bretagna.

## Lamorna in letteratura
- Lamorna è descritta nel poema Lamorna Cove di William Henry Davies, composto nel 1929[6]

## Lamorna in musica
- Alla località è dedicata un'omonima canzone popolare[7]

## Lamorna nel cinema e nelle fiction
- A Lamorna sono state girate alcune scene della serie televisiva britannica degli anni settanta, basata sulla serie di romanzi di Winston Graham Poldark.[8]